# Шакари
Шакари (на албански: Ishulli i Shaqarisë) е малък необитаем остров в Шкодренско езеро, Северна Албания.
Дълъг мост свързва острова със село Широка, което е разположено на брега на най-голямото езеро на Балканите. На острова е построена 1 сграда.